# Libanización
Libanización es un término político peyorativo que significa el proceso de un país que degenera en una guerra civil o un estado fallido, utilizado por primera vez por el presidente israelí Shimon Peres en 1983, refiriéndose a la invasión israelí de Líbano en 1982. Es comparable con la balcanización, pero en la libanización ocurre sin separaciones, dentro de las fronteras de un estado.
El término hace referencia a los años de la guerra civil libanesa (1975-1990), cuando más allá de la existencia de un gobierno central muy débil, que sin embargo mostraba algunos signos de vitalidad, las milicias de los diferentes partidos del Líbano tenían el control efectivo de diversas regiones del país, atribuyéndose la representación de la población y el mantenimiento de un relativo “orden”.